# Steffen Fetzner
Steffen Fetzner (né le 17 août 1968 à Karlsruhe) est un joueur de tennis de table allemand. 
En 1992, il remporte la médaille d'argent chez les hommes en double avec Jörg Rosskopf aux Jeux olympiques d'été de 1992 à Barcelone.

## Palmarès
- 1992 -  Médaille d'argent en double lors des Jeux olympiques de Barcelone
- 1989 - Champion du monde en double avec Jörg Rosskopf à Dortmund